# Пойманная
Пойманная (исп. Atrapada) — мексиканский 180-серийный триллер 1991 года производства телекомпании Televisa.

## Сюжет
Антонио Монтеро, президент компании Montermex был найден мёртвым, предположительно покончивший жизнь самоубийством, но его дочь Камила была уверена, что его отца убили с целью прибрать к рукам всю его компанию. Начинаются подозрения и интриги, ибо по этому делу очень много подозреваемых, кого Камила не любила, но главными подозреваемыми являются Анхель Монтеро и Гонсало Родригес. Сотрудники компании видели в день загадочной смерти Антонио Монтеро именно Гонсало Родригеса. Тем не менее по вине Гонсало Родригеса произошло ещё несколько загадочных смертей и в конце он задумал план по убийству Камилы Монтеро, предварительно влюбившись в неё.

## Создатели телесериала

### В ролях
- Кристиан Бах† - Камила Монтеро
- Эктор Бонилья - Гонсало Родригес
- Гильермо Капетильо - Анхель Монтеро
- Ракель Ольмедо - Кристина Монтеро
- Альма Муриэль† - Луиса
- Франк Моро - Хайме
- Гильермо Гарсия Канту - Виктор Монтеро
- Херардо Мургия - Рене Писарро
- Маргарита Гралия - Адела
- Росарио Гальвес† - Томаса
- Эрнесто Годой - Рауль
- Марисоль Сантакрус - Сония Монтеро
- Родриго Видаль - Луис
- София Альварес - Алисия Монтеро
- Роберто Антунес - Клаудио
- Хульета Эгуррола - Фина Монтеро
- Макария - Рита
- Рауль Роман - Давид
- Марио Касильяс - Анибаль Монтеро
- Армандо Арайса - Фернандо
- Лусеро Ландер - Элиса Писарро
- Карлос Кардан - Мануэль
- Дуния Сальдивар† - Лола
- Алисия Фахр - Нина
- Маричело - Мими
- Артуро Беристайн† - Эдуардо
- Херардо - Эфраин
- Мигель Суарес† - Дон Фернандо
- Херардо Вигил - Ледесма
- Лусеро Рохас - Даниэла
- Хорхе Феган† - доктор Салас
- Давид Ренкорет - доктор Ороско
- Мария Ребека - Глория
- Маурисио Феррари - Антонио Монтеро
- Алехандро Руис - Октавио
- Офелия д'Росас - Вероника
- Леандро Мартинес - Дон Пако
- Эванхелина Соса - Лупита
- Росита Кинтана - Хане Солис
- Фелио Элиель - доктор Вильфредо Салас

### Административная группа
- оригинальный текст: Кармен Даниэльс
- либретто, адаптация и телевизионная версия: Лилиана Абуд
- литературный редактор: Тере Медина
- музыкальная тема заставки: Entre agua y fuego
- вокал: Херардо
- композитор: Хавьер Арройо
- осветитель на съёмках: Серхио Тревиньо
- художник-постановщик: Исабель Часаро
- художник по костюмам: Клаудия Пресиадо
- художник по декорациям: Пилар Кампос
- начальник производства: Виктор Сото
- менеджер по производству: Гуадалупе Куэвас
- координатор актёрской группы: Херардо Лусио
- оператор-постановщик: Хесус Акунья Ли
- режиссёр-постановщик: Хосе Кабальеро
- продюсер: Эрнесто Алонсо